# Descifrado del rongorongo

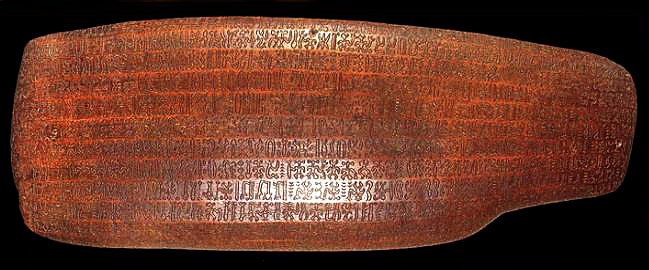
Tablilla B Aruku kurenga, anverso. Uno de los cuatro textos que proporcionaron la lista de Jaussen, el primer intento de desciframiento. Realizada de palisandro del Pacífico, a mediados del siglo XIX, Isla de Pascua. —Colección de la Congregación de los Sagrados Corazones, Roma—.

Se han realizado numerosos intentos de descifrar la escritura rongorongo de la Isla de Pascua desde su descubrimiento a finales del siglo XIX. Como con la mayoría de las escrituras sin descifrar, muchas de las propuestas han sido imaginativas. Aparte de una parte de una tablilla que se ha demostrado que trata de un calendario lunar, no se entiende ninguno de los textos, e incluso el calendario no se puede leer realmente. Hay tres serios obstáculos para el descifrado, asumiendo que el rongorongo es escritura: el pequeño número de textos restantes, que comprenden únicamente 15 000 glifos legibles; la falta de contexto para interpretar los textos, como ilustraciones o paralelismos con textos que puedan leerse; y el hecho de que el idioma rapanui moderno está muy mezclado con el tahitiano y es poco probable que refleje fielmente el lenguaje de las tablillas —especialmente si tienen un registro lingüístico específico como los conjuros—, mientras que los pocos ejemplos que quedan del lenguaje antiguo están bastante restringidos en términos de temas y género y tal vez no correspondan bien a los mensajes de las tablillas.
Desde una propuesta de Butinov y Knórozov en la década de 1950, la mayoría de los filólogos, lingüistas e historiadores culturales han adoptado la idea de que el rongorongo no era un ejemplo de escritura real, sino protoescritura, por lo tanto, los textos se basan en ideogramas y jeroglíficos, lo que permite el uso de medios mnemotécnicos, como la escritura dongba de la etnia Naxi,que con toda probabilidad imposibilitaría el descifrado. Este escepticismo se justifica no únicamente por el fracaso de los numerosos intentos de desciframiento, sino también por la extrema escasez de los sistemas de escritura independientes en el mundo. De los que han intentado descifrar el rongorongo como un verdadero sistema de escritura, la gran mayoría ha asumido que era logográfico, unos pocos que era silabario o mixto. Estadísticamente parece no haber sido compatible ni con una logografía pura ni con un silabario puro. . El tema de los textos es desconocido; varios investigadores han especulado que cubren la genealogía, la navegación, la astronomía o la agricultura. La historia oral sugiere que únicamente una pequeña élite estaba alfabetizada, y que las tablillas eran consideradas sagradas.

## Relatos de la Isla de Pascua
A finales del siglo XIX, pocos años después de la destrucción de la sociedad de la Isla de Pascua por las incursiones de esclavos y las epidemias introducidas, dos investigadores aficionados registraron lecturas y recitaciones de tablillas de rongorongo por parte de los isleños de Pascua. De estas narraciones se abusaron posteriormente, y a menudo se consideran sin valor, pero son los únicos relatos de personas que pueden haber estado familiarizadas con las fuentes de primera mano.

### Jaussen
En 1868, el obispo de Tahití, Florentin-Étienne Jaussen, recibe un regalo de parte de los isleños de Pascua recientemente convertidos al cristianismo: una larga cuerda de cabello humano envuelta alrededor de una tablilla de rongo-rongo probablemente,  ya descartada.  Inmediatamente Jaussen reconoció la importancia de la tablilla, y le pide al misionero Hippolyte Roussel miembro de la Congregación de los Sagrados Corazones de Jesús y María, en la Isla de Pascua, que recoja otras tablillas y encuentre a isleños que puedan leerlas. Roussel únicamente consiguió algunas tablillas adicionales y no pudo encontrar a nadie que las leyera ese año. Pero al año siguiente, en Tahití, Jaussen encontró a un trabajador de la Isla de Pascua, Metoro Tau'a Ure, de quien se decía que conocía las inscripciones  "de memoria".
Entre 1869 y 1874, Jaussen trabajó con Metoro para descifrar cuatro de las tablillas que tenía en su poder: A Tahua , B Aruku Kurenga, C Mamari y E Keiti. Una lista de los glifos que identificaron se publicó después de su muerte, junto con una explicación completa de los cantos narrativos de A y B. Esta es la famosa lista de Jaussen. Aunque inicialmente considerada como una piedra de Rosetta, para el rongo-rongo, no permitió comprender su escritura. Además, han surgido críticas que mencionan, entre otras deficiencias, cinco glifos de "porcelana", un material que no existe en Isla de Pascua. Sin embargo, esto fue una mala traducción: Jaussen tradujo los cinco glifos por porcelana, lo que significa en francés al mismo tiempo un tipo de cerámica cercana a la cerámica china como un tipo de concha, correspondiente a la palabra puro en rapanui.
Casi un siglo después, Thomas S. Barthel publicó parte de las notas de Jaussen. Comparó las narrativas de Metoro con los pasajes correspondientes de otras tablillas, y descubrió que Metoro leyó las líneas de Keiti en la dirección correcta para la parte posterior de la tabla, y hacia atrás para la parte delantera. Jacques Guy, encuentra que Metoro también leyó el calendario lunar de Mamari al revés, y no reconoció el pictograma "evidente" de la luna llena de este pasaje, mostrando una falta de comprensión del contenido de las tablillas.

### Thomson
William J. Thomson, administrador del buque estadounidense USS Mohican, pasó doce días en la Isla de Pascua del 19 al 30 de diciembre de 1886, tiempo durante el cual realizó una cantidad impresionante de observaciones, incluidas algunas notas que resultaron útiles para el desciframiento del rongorongo.

#### Calendario antiguo
Entre los datos etnográficos recopilados por Thomson se encuentran los nombres de las noches del mes lunar y los de los meses del año. Estos nombres son cruciales para interpretar la única secuencia identificable de rongorongo, y es interesante notar que se mencionan trece meses, mientras que otras fuentes mencionan doce. Métraux critica a Thomson por su traducción de Anakena como agosto cuando Roussel lo identificó en 1869 como el julio, Barthel basó su trabajo únicamente en los de Métraux y Sebastián Englert, porque consideran que "la lista de Thomson incluye un mes en exceso ".  Sin embargo, Guy calculó las fechas de la luna nueva de 1885 a 1887 y demostró que la lista de Thomson corresponde a las fases de la luna de1886. Concluyó que el viejo Rapanui utilizó un calendario lunisolar donde kotuti es un mes intermedio  —su mes bisiesto—  y que Thomson había llegado a la Isla de Pascua en un año con un mes bisiesto.

#### Las recitaciones de Ure Va'e Iko
A Thomson se le habló de un anciano llamado Ure Va'e Iko que "afirma haber recibido instrucciones en el arte de la lectura jeroglífica en el momento de las incursiones peruanas, y que dice entender a la mayoría de los caracteres". Había sido el mayordomo del rey Nga'ara, el último rey que supuestamente se decía que tenía conocimiento de la escritura y, aunque él no era capaz de escribir por sí mismo, conocía muchos de los cánticos del rongorongo y era capaz, por lo menos, de decir uno de los textos que había memorizado. Cuando Thomson le ofreció regalos y dinero para que leyera las dos tablillas que había comprado, Ure "se negó para no arruinar sus posibilidades de salvación, haciendo lo que sus instructores cristianos habían prohibido" y finalmente huyó. Sin embargo, Thomson había fotografiado las tablillas de Jaussen cuando el USS Mohican estaba en Tahití, y finalmente convenció a Ure de que leyera las fotografías. El terrateniente anglo-tahitiano Alexander Salmon anotó el dictado de Ure, que luego tradujo al inglés, para las siguientes tablillas:
| Pronunciación                      | Tablilla correspondiente         |
| ---------------------------------- | -------------------------------- |
| Apai [14]                          | E (Keiti)                        |
| Atua Matariri [15][16][17]         | R (Small Washington) (dudoso)[e] |
| Eaha to ran ariiki Kete [18]       | S (Great Washington) (dudoso)[e] |
| Ka ihi uiga [19]                   | D (Con muescas)                  |
| Ate-a-renga-hokau iti poheraa [20] | C (Mamari)                       |
El rapanui de Salmon no era fluido, y aparte de Atua Matariri, que está casi totalmente compuesto de nombres propios, sus traducciones al inglés no coinciden con lo que él transcribió de las lecturas de Ure. Las lecturas en sí mismas, aparentemente fiables aunque difíciles de interpretar al principio, se vuelven claramente ridículas hacia el final. La última recitación o narración, por ejemplo, que ha sido aceptada como una canción de amor por la fuerza de la traducción inglesa de Salmon, está intercalada con frases tahitianas, incluyendo palabras de origen europeo, como "la bandera francesa" (te riva forani) y "dar dinero por revelar [esto]" (horoa moni e fahiti), lo que no sería de esperar en un texto de pre-contacto con la civilización occidental.  El mismo título es una mezcla de rapanui y tahitiano: pohera'a es tahitiano para "muerto";  y la palabra rapanui es matenga. Ure era un informante involuntario: incluso con coacción, Thomson se sintió obligado a recurrir para obtener su cooperación con "la copa que alegra" (es decir, el ron): 

Finalmente [Ure] se fue a las colinas con la determinación de permanecer escondido hasta después de la partida del Mohicano. La estrategia sin escrúpulos era el único recurso después de que los medios justos habían fallado. [Cuando él] buscó refugio en su propia casa en [una] noche dura, nos encargamos de tenir un nuevo contacto con nosotros. Cuando se dio cuenta de la imposibilidad de escapar, se puso hosco y se negó a mirar o tocar cualquier tablilla [pero accedió] a relatar algunas de las antiguas tradiciones. Se planearon ciertos estimulantes, para este tipo de urgència, que habían y [...] a medida que la noche avanzaba, y el narrador se cansaba, se le incluyó la "copa que alegra"  en la que que hizo sus rondas ocasionales. En un momento propicio, las fotografías de las tablillas propiedad del obispo fueron expuestas para su inspección. [...] Las fotografías fueron reconocidas inmediatamente.
Thomson, 1891.

Sin embargo, incluso si nadie ha podido correlacionar las recitaciones de Ure con los textos de la tablilla, pueden resultar útiles para su descifrado. Las primeras dos lecturas, Apai y Atua Matariri, no se corrompen con contribuciones del tahitiano. Los versos de Atua Matariri son de la forma X ki 'ai ki roto Y, ka pû te Z  "X, al montarse en Y, deja que aparezca Z", y tomados por separado literalmente, parece no tener ningún significado:
Luna, al subir a las Tinieblas, que salga el Sol (versículo 25),
Matando, montando en el mantarraya, deja que salga el Tiburón (versículo 28),
La Mosca Picante, al montarse en el Enjambre, deja que aparezca el Tábano (versículo 16).
Estos versos generalmente han sido interpretados como canciones sobre el mito de la creación, donde varias entidades engendran otras. Sin embargo, no corresponden a los mitos de Rapanui, ni a los de ninguna otra civilización polinesia. Guy observa que la sintaxis es similar a la de los caracteres chinos compuestos. Por ejemplo, la composición del carácter 銅tóng "cobre" se puede describir como "agregar 同tóng a 金jīn para obtener 銅tóng " — que significa "agregar juntos el metal para obtener cobre"—, que tampoco tiene sentido literal. Ure asume que la canción Atua Matariri la había oído en su juventud, aunque no estaba conectada a la tablilla en particular para la cual lo había recitado, era un canto genuino de rongorongo: una regla mnemotécnica para recordar a los estudiantes cómo se componían los glifos.

## Desciframientos de fantasía
Desde finales del siglo XIX, ha habido todo tipo de especulaciones sobre el rongorongo. La mayoría permaneció oscura, pero unos pocos atrajeron una considerable atención.
En 1892, el pediatra australiano Alan Carroll publicó una traducción fantástica, basada en la idea de que los textos fueron escritos por la extinta población Hanau epe en una mezcla diversa de lenguas quechuas y otros idiomas del Perú y Mesoamérica. Tal vez debido al costo de lanzar tipos especiales para rongorongo, nunca se publicaron métodos, análisis o valores de sonido de los glifos individuales. Carroll continuó publicando breves comunicaciones en Science of Man, la revista de la (Real) Sociedad Antropológica de Australasia hasta 1908. Carroll fundó la sociedad, que "hoy en día se considera parte de la 'franja lunática' ". En 1932, el húngaro Vilmos Hevesy (Guillaume de Hevesy) publicó un artículo que reclamaba una relación entre el rongorongo y la escritura del Indo, basado en similitudes superficiales de forma. Esta no era una idea nueva, y fue presentada a la Academia de las Inscripciones y Lenguas Antiguas por el sinólogo francés Paul Pelliot  y recogida por la prensa. Debido a la falta de un cuerpo de rongorongo accesible para comparación, no fue aparente que varios de los glifos de rongorongo ilustrados en las publicaciones de Hevesy fueran falsos. A pesar de que ambas escrituras no fueron descifradas — como lo están hasta hoy— , separadas por la mitad del mundo y la mitad de la historia 19,000 km y 4000 años, y no tenían etapas intermedias conocidas, las ideas de Hevesy se tomaron no muy en serio en círculos académicos, para incitar a una expedición franco-belga de 1934 a la Isla de Pascua dirigida por Henry Lavachery y Alfred Métreaux para desacreditarlos (Métraux 1939). La conexión con el valle del Indo se publicó a finales de 1938 en revistas antropológicas tan respetadas como Man.
Aceptado por otros epígrafos rongorongo. Egbert Richter-Ushanas, Andis Kaulins, Michael H. Dietrich, Lorena Bettocchi, y Sergei V. Rjabchikov Por ejemplo, la etnógrafa Irina Fedorova  publicó supuestas traducciones de las dos tablillas de San Petersburgo y porciones de otras cuatro. Más rigurosa que la mayoría de los otros intentos, restringe cada glifo a una única lectura logográfica. Sin embargo, los resultados tienen poco sentido como textos. Por ejemplo, la tableta P comienza (con cada ligadura de rongorongo marcada con una coma en la traducción): 

cortó una caña de azúcar rangi , un ñame tara , cortó un montón de taro, de tallos (?), cortó un ñame, cosechó, cortó un ñame, cortó, levantó, cortó un honui,cortó una caña de azúcar, cortó, cosechó, tomó, un kihi, eligió un kihi, tomó un kihi — Text P, recto, line 1.

y continúa en este sentido hasta el final: 

cosechó un ñame, un poporo, una calabaza, sacó un ñame, cortó, cortó una planta, cortó una planta, un ñame, cortó un plátano, cosechó una caña de azúcar, cortó un taro, cortó un ñame kahu , un ñame, un ñame .. — Texto P, verso, línea 11.

Los otros textos son similares. Por ejemplo, el calendario Mamari no menciona el tiempo ni la luna en la narración de Fedorova: 

una raíz, una raíz, una raíz, una raíz, una raíz [es decir, muchas raíces], un tubérculo, tomó, cortó un tubérculo de patata, desenterró brotes de ñame, un tubérculo de ñame, un tubérculo de papa, un tubérculo ... — Text C, recto, line 7.

que incluso Fedorova caracterizó como "digno de un maníaco". 
Por otra parte, los alógrafos detectados por Pozdniakov se dan en diferentes lecturas por Fedorova, de modo que, por ejemplo, los textos de otro modo paralelo en varias ocasiones sustituyen el verbo supuesto ma'u "toma" por el sustantivo supuesto tonga "una especie de ñame". —Pozdniakov ha demostrado que estas son variantes gráficas del mismo glifo—. En su forma actual, el catálogo de Fedorova constaba de 130 glifos únicos; la alografía adicional de Pozdniakov habría reducido ese número y hecho su interpretación aún más repetitiva. Dicha repetición extrema es un problema con todos los intentos de leer rongorongo como una escritura logográfica. ".
Muchos estudiosos recientes opinan que, si bien muchos investigadores han hecho contribuciones incrementales modestas a la comprensión del rongorongo, en particular Kudrjavtsev et al. , Butinov y Knorozov, y Thomas Barthel, los intentos de desciframiento real, como los de Fedorova o de Fischer, "no están acompañados por la menor justificación". Todos fallan en la prueba clave de desciframiento: una aplicación significativa para textos y patrones nuevos.

## Harrison

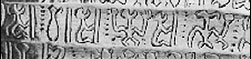
Compuesto 380.1.3 repetido tres veces en Gr4 (1º, 3º y 5º glifos).

James Park Harrison, un miembro del consejo del Instituto Antropológico de Gran Bretaña e Irlanda , notó que las líneas Gr3–7 de la tablilla Pequeña de Santiago (Texto G) tenían un glifo compuesto, 380.1.3  sosteniendo una vara 1  con una línea de ángulos,¿una guirnalda?,  3 ), —, se repite 31 veces,  cada vez seguida de una a media docena de glifos antes de su siguiente aparición. Creía que esto dividía el texto en secciones que contenían los nombres de los jefes. Barthel luego encontró este patrón en la tableta K, que es una paráfrasis de Gr —en muchos de los K las secuencias del compuesto se reducen a 380.1 ), así como en A, donde a veces aparece como 380.1.3 y otras como 380.1; en C, E y S como 380.1 ; y, con la variante 380.1.52 , en N  . En algunos lugares, aparece abreviado como 1.3  or 1.52 , sin la figura humana, pero los paralelos en los textos sugieren que estos tienen la misma función de separación.  Barthel vio la secuencia 380.1  como un tangata rongorongo —experto en rongorongo— con un con un bastón de cacique inscrito como el Bastón de Santiago.

## Kudrjavtsev y otros
Durante la Segunda Guerra Mundial, un pequeño grupo de estudiantes en San Petersburgo (entonces Leningrado), Boris Kudrjavtsev, Valeri Chernushkov y Oleg Klitin, se interesaron en las tablillas P y Q, que vieron en exhibición en el Museo Pedro el Grande de Antropología y Etnografía de la Academia de Ciencias Rusa. Descubrieron que llevaban, con pequeñas variaciones, el mismo texto, que luego también encontraron en la tablilla H :

Barthel lo llamaría más tarde la "Gran Tradición", aunque su contenido sigue siendo desconocido.
El grupo más adelante notó que la tableta K era una paráfrasis cercana del anverso de G. Kudrjavtsev escribió sus hallazgos, los cuales fueron publicados póstumamente. Desde entonces se han identificado muchas otras secuencias paralelas, aunque más cortas, a través del análisis estadístico, con textos N y R compuestos casi enteramente de frases compartidas con otras tabletas, aunque no en el mismo orden.
Identificar estas frases compartidas fue uno de los primeros pasos para desentrañar la estructura de la escritura, ya que es la mejor manera de detectar ligaduras y alogramas, y así establecer el inventario de glifos del rongorongo.

Ligaduras: los textos paralelos Pr4-5 (parte superior) y Hr5 (parte inferior) muestran que una figura (200 ) holding an object (glyphs 8 , 1 , and 9 )  en P se puede fusionar en una ligadura en H , donde el objeto reemplaza ya sea la cabeza de la figura o su mano. —En otras partes de estos textos, las figuras de animales se reducen a una característica distintiva, como una cabeza o un brazo cuando se fusionan con un glifo precedente—. Aquí también están las dos formas de las manos (glifos Aquí también están las dos formas de las manos (glifos 6  and 64 )Lo que luego se establecería como alografías. Tres de las cuatro figuras humanas y de tortugas de la izquierda tienen ligaduras en los brazos con un orbe (glifo 62 ),, que según Pozdniakov encontró que a menudo marca el límite de una frase.

## Butinov y Knorozov

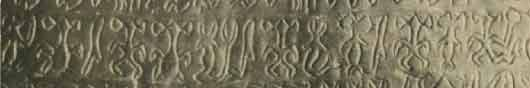
Una sección de Gv6, parte de la genealogía sospechosa.

En 1957, los epígrafos rusos Nikolai Butinov y Yuri Knórozov —quienes en 1952 proporcionaron las ideas clave que más tarde conducirían al desciframiento del sistema de escritura maya—sugirieron que la estructura repetitiva de una secuencia de unos quince glifos en Gv5–6 —líneas 5 y 6 del verso de la Tablilla Pequeña de Santiago— era compatible con una genealogía. Se lee en parte,
Si el glifo independiente repetido 200  es un título, como "rey", y si el glifo adjunto repetido 76  es una marca patronímica, entonces esto significa algo así como:
Rey A hijo de B, Rey B hijo de  C, Rey C hijo de , D Rey D hijo de E,
y la secuencia es un linaje.
Aunque nadie ha podido confirmar la hipótesis de Butinov y Knorozov, se considera bastante plausible. Si es correcto,  podemos identificar otras secuencias de glifos que constituyen nombres personales. En segundo lugar, La tablilla mayor de Santiago consistiría en su mayoría de nombres de personas, ya que tiene 564 apariciones del glifo 76, el marcador patronímico putativo, una cuarta parte del total de 2320 glifos. En tercer lugar, la secuencia 606.76 700, traducida por Fischer como "todas las aves copulan con peces", en realidad significaría hijo de (tal o cual) 606 fue asesinado. La tablilla mayor de Santiago, con 63 apariciones de glifo 700 , un jeroglífico de la îka "víctima", formaría parte un kohau îka —lista de bajas de guerra—.

## Barthel

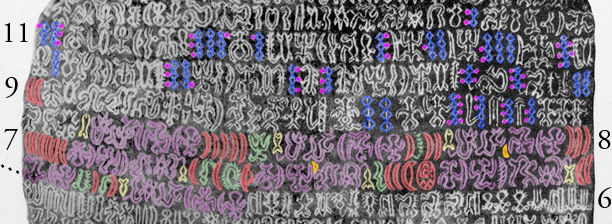
El calendario Mamari comienza a la mitad de la línea recta 6 (parte inferior central, boca abajo) y continúa hasta el inicio de la línea 9 (parte superior izquierda). Dos glifos no son visibles al comienzo de 7; estos completan la secuencia de advertencia al final de la línea 6 (puntos suspensivos). Variantes de cuentas múltiples de pastillas dobles y triples —glifo 2 ábaco-como "conjuntos de contabilidad"— siguen el calendario identificado.

El etnólogo alemán Thomas S. Barthel , quien publicó por primera vez el corpus de rongorongo, identificó tres líneas en el anverso (cara a) de la tablilla C , también conocida como Mamari, como un calendario lunar. Guy propuso que era más precisamente una regla astronómica sobre si una o dos noches intercaladas deberían insertarse en el mes de Rapanui de 28 noches, para mantener la sincronización con las fases de la luna, y en el caso de una sola noche agregada, si esto debería ser antes o después de la luna llena. Berthin y Berthin proponen que es el texto que sigue el calendario identificado el que explica cuando las noches intercaladas deben aparecer. El calendario Mamari es el único ejemplo de rongorongo cuya función se acepta como entendida, aunque no se puede descifrar.
En la interpretación de Guy, el núcleo del calendario es una serie de 29 crecientes que apuntan a la izquierda  —"☾", coloreada en rojo en la foto de la tablilla—  a cada lado de la luna llena ,,un pictograma de te nuahine kā ‘umu ‘a rangi kotekote  "la anciana encendiendo un horno en el cielo kotekote " —el hombre de la Luna en la mitología oceánica—. Estos glifos corresponden a las 28 noches normales y los 2 interludios del antiguo calendario lunar Rapa Nui. 
| Secuencias anunciatorias |
| Secuencias anunciatorias: dos ejemplos de la «secuencia de advertencia» de la línea Ca7, una de antes y otra de después de la luna llena. El pez al final de este último se invierte, y —en únicamente en la secuencia inmediatamente después de la luna llena— se invierte el ave del cuello largo. |
Estas treinta noches, a partir de la luna nueva, se dividen en ocho grupos por una «secuencia de advertencia» de cuatro glifos —arriba, y de color púrpura en la fotografía de la tablilla— que terminan con el pictograma de un pez que cuelga en una línea (amarillo). Las secuencias de advertencia contienen cada una dos semilunas del lado derecho ("☽"). En las cuatro secuencias que preceden a la luna llena, el pez tiene la cabeza hacia arriba; en las cuatro que le siguen, el pez tiene la cabeza hacia abajo, lo que sugiere que la luna está creciendo y menguando. La forma en que se agrupan las semilunas refleja los patrones de nombres en el calendario antiguo. Las dos semilunas ☾ al final del calendario, introducidas con una secuencia de anuncio más larga, representan las dos noches intercaladas que se mantienen en reserva. 
Guy observa que cuanto más lejos está la Luna de la Tierra en su órbita excéntrica, más lenta se mueve, más probable es que tenga que recurrirse a una noche intercalada para mantener el calendario en sincronía con sus fases. Hipotéticamente, las «secuencias de advertencia» son instrucciones para observar el diámetro aparente de la Luna, y que las semilunas de medio tamaño (naranja) que preceden a la sexta noche anterior y a la sexta noche después de la luna llena representan el pequeño diámetro aparente de la Luna en su apogeo, lo que desencadena la intercalación, — la primera media luna pequeña corresponde a la posición de hotu en Thomson y Métraux —.
Siete de las semilunas calendarias (rojas) van acompañadas de otros glifos (verdes). Guy sugiere lecturas silábicas para algunas de ellas, basadas en posibles repeticiones y correspondencias con los nombres de las noches en el calendario antiguo. Las dos secuencias de seis y cinco noches sin tales glifos acompañantes —comienzo de la línea 7 y transición de las líneas 7-8— corresponden a los dos grupos de seis y cinco noches nombradas kokore, que no tienen nombres individuales.

## Fischer
En 1995, el lingüista independiente Steven Fischer, que también afirma haber descifrado el enigmático disco de Festo, anunció que había descifrado el «código» del rongorongo, convirtiéndose así en la única persona de la historia que ha descifrado dos de estos tipos. En la década siguiente, esto no ha sido aceptado por otros investigadores, que consideran que Fischer sobrestimaba el único patrón que constituía la base de su desciframiento, y señalan que no ha conducido a una comprensión de otros patrones.·

### Descifrado
Fischer observa que el texto largo de la tablilla de Santiago de 125 cm de largo, se diferencia de otros textos en que parece tener puntuación: el texto de 2.320 glifos está dividido por «103 líneas verticales a intervalos impares» que no aparecen en ninguna de las otras tablillas. Fischer señaló  en 1995, en su artículo Preliminary Evidence for Cosmogonic Texts in Rapanui’s Rongorongo Inscriptions que el glifo  76 ,, identificado como un posible marcador patronímico por Butinov y Knorozov, está unido al primer glifo en cada sección del texto, y que «casi todas»  las secciones contienen un múltiplo de tres glifos, el primero de los cuales tiene un «sufijo»  76. Fischer identificó el glifo 76 como un falo y el texto del Bastón de Santiago como un canto de creación que consistía en cientos de repeticiones de X-phallus Y Z, que él interpretó como X cópula con Y, produciendo Z. Su ejemplo básico es el siguiente:
a mitad de camino a través de la línea 12 de la Tablilla de Santiago. Fischer interpretó el glifo 606 como «pájaro» + «mano», con el falo unido como de costumbre en su esquina inferior derecha; glifo 700 como «pez»; y glifo 8 como «sol».
Partiendo de la base de que la palabra rapanui "ma'u" «tomar», es casi homófona con un marcador plural "mau", postuló que la mano del 606 era ese marcador plural, a través de un cambio semántico de «mano» → «tomar», y así tradujo  606 como «todos los pájaros». Tomando pene como «copular», leyó la secuencia  606.76 700 8 como «todos los pájaros copularon con los peces salió el sol».

Fischer apoyó su interpretación alegando similitudes con la recitación del Atua Matariri , llamada así por sus primeras palabras, que fue recopilada por William Thomson. Esta recitación es una letanía donde cada verso tiene la forma X, ki 'ai ki roto ki Y, ka pû te Z, literalmente  «X habiendo estado dentro de Y, la Z aparece». Aquí está el primer verso, según Salmon y luego según Métraux —ninguno de los cuales escribió paradas glóticas ni vocales largas—:

Atua Matariri ; Ki ai Kiroto, Kia Taporo, Kapu te Poporo.

«El dios Atua Matariri y la diosa Taporo produjeron el cardo»— Salmon

Atua-matariri ki ai ki roto ki a te Poro, ka pu te poporo.

«El furioso de dios en el aire que copula con la Redondez (?) Produjo el poporo »— Métraux

Fischer propuso que la secuencia de glifos 606.76 700 8, literalmente MANU: MA'U.'AI ÎKA RA'  «pájaro: mano.penis pez sol», tenía una lectura fonética análoga de: 

«Todos los pájaros copularon con los peces; salió el sol»

Afirmó trillizos fálicos similares para varios otros textos. Sin embargo, en la mayoría de los textos, el glifo 76 no es común, y Fischer propuso que se trataba de una etapa posterior y más desarrollada de la escritura, donde los cánticos de creación se habían abreviado a XYZ y se omitía el falo. Concluyó que el 85% del corpus de rongorongo consistía en tales cantos de creación, y que era una cuestión de tiempo antes de que el rongorongo fuera completamente descifrado.

### Objeción
Hay una serie de objeciones al enfoque de Fischer:
- Cuando Andrew Robinson verificó el patrón afirmado de Fischer, y descubrió que después de una inspección detallada del Bastón de Santiago revela que «únicamente 63 de las 113 [sic] secuencias en el Bastón obedecen completamente a la estructura de la tríada —y 63 es la cifra máxima, que da todas las atribuciones de Fischer el beneficio de la duda—».[59]  El glifo 76  aparece a veces de forma aislada, a veces compuesto de sí mismo y, a veces, en la parte «incorrecta» —o incluso en todas las partes—  de los tripletes. Además de en el Bastón, Pozdniakov pudo encontrar los trillizos de Fischer únicamente en el texto mal conservado de Tay en la única línea de Gv que Butinov y Knorozov sugirieron que podría ser una genealogía.[60]
- Pozdniakov y Pozdniakov calcularon que, en conjunto, los cuatro glifos del ejemplo principal de Fischer constituyen el 20% del corpus. «Por lo tanto, es fácil encontrar ejemplos en los que, por el contrario, 'el sol copula con los peces', y algunas veces también con las aves. Fischer no menciona el caos resultante en el que todo está copulando en todas las formas de combinaciones improbables. Además, de ninguna manera es obvio en qué sentido este "avance" es "fonético" ».[61]
- El marcador plural mau no existe en rapanui, sino que es un elemento de la gramática tahitiana. Sin embargo, incluso si ocurrió en rapanui, el mau polinesio es únicamente un marcador plural cuando precede a un sustantivo; después de un sustantivo es un adjetivo que significa «verdadero, genuino, propio».[62]

- Ningún mito polinesio habla de aves copulando con peces para producir el sol. Fischer justifica su interpretación así: «Esto está muy cerca del [verso] número 25 del canto de procreación de Daniel Ure Va'e Iko [Atua Matariri]: Tierra copulada con el pez Ruhi Paralyzer: Salió el sol».[63] Sin embargo, esta afirmación depende de la traducción al inglés de Salmon, que no corresponde a su transcripción en rapanui de:

Heima; Ki ai Kiroto Kairui Kairui-Hakamarui Kapu te Raa.
Métraux da para esto a la siguiente interpretación: 
He Hina [He ima?] ki ai ki roto kia Rui-haka-ma-rui, ka pu te raa.
«La luna (?) Copulando con la oscuridad (?) Produjo el sol»
Que no menciona ni aves ni peces.
Dada la lectura de Fischer, la genealogía putativa de Butinov y Knorozov en la tableta Gv se vuelve semánticamente extraña, con varios seres animados copulando con la misma figura humana para producirse:
 [tortuga] copulando con   [hombre], se emitió  [tortuga]
 [¿tiburón?] copulando con  [hombre] se emitió  [tiburón]
```
*El criptólogo Tomi Melka dedujo que la hipótesis de Fischer no puede ser cierta para todo el Bastón, y mucho menos para otros textos.
[
65
]
```

- El lingüista computacional Richard Sproat no pudo replicar los paralelismos que Fischer reclamaba entre el Bastón de Santiago y los otros textos. Automatizó la búsqueda de coincidencias de cadenas entre los textos y descubrió que el Bastón se encontraba aislado:

Como un intento de probar la suposición de «omisión del falo» de Fischer, calculamos las mismas coincidencias de cuerdas para una versión del corpus en la que el glifo 76, el símbolo del falo, había sido eliminado. Presumiblemente si muchas partes de las otras tablas son realmente textos que son como el Bastón de Santiago, aunque sin un falo explícito, uno debería aumentar la posibilidad de encontrar coincidencias entre el Bastón y otras tablillas eliminando al miembro infractor. Los resultados fueron los mismos que para la versión no adulterada del corpus: el Bastón de Santiago todavía aparece aislado. —Sproat 2003

## Pozdniakov
En los años 50, Butinov y Knorozov habían realizado un análisis estadístico de varios textos rongorongo y habían llegado a la conclusión de que o bien el lenguaje de los textos no era polinesio, o bien estaba escrito en un estilo telegráfico condensado, porque no contenía glifos comparables en frecuencia a las partículas gramaticales polinesias como los artículos de Rapanui te y he o la preposición ki. Desde entonces, estos hallazgos se han utilizado para argumentar que el rongorongo no es un sistema de escritura en absoluto, sino una  proto-escritura mnemotécnica. Sin embargo, Butinov y Knorozov habían utilizado la codificación preliminar de Barthel, que Konstantin Pozdniakov, investigador principal del Museo de Antropología y Etnografía de la Academia Rusa de Ciencias de San Petersburgo (hasta 1996), señaló que era inadecuado para el análisis estadístico. El problema, como Butinov y Knorozov, y el propio Barthel, habían admitido, era que en muchos casos se habían asignado códigos numéricos distintos a ligaduras y alogramas, como si se tratara de glifos independientes. El resultado fue que mientras que la transcripción numérica de Barthel de un texto permitió una discusión básica de su contenido por primera vez, no logró captar su estructura lingüística e interfirió con la comparación entre textos.
En 2011, Pozdniakov editó una publicación de preimpresión analizando el Texto E Keiti, incluyendo una comparación glifo por glifo de la transcripción en Barthel (1958), con glifos mal identificados corregidos según Horley (2010).

### Revisión del inventario de glifos
Para resolver esta deficiencia, Pozdniakov (1996) volvió a analizar trece de los textos mejor conservados, intentando identificar todas las ligaduras y alogramas con el fin de acercarse mejor a una correspondencia uno a uno entre los grafemas y su representación numérica. Observó que todos estos textos, excepto el I y el G verso, consisten predominantemente en frases compartidas (secuencias de glifos), que aparecen en diferentes órdenes y contextos en diferentes tablillas. Hacia el año 2007 había identificado unas cien frases compartidas, cada una de entre diez y cien glifos de longitud. Incluso dejando de lado los textos completamente paralelos Gr–K y la 'Gran Tradición' de H–P–Q, encontró que la mitad del resto entiende este tipo de oraciones: 

Sintaxis: Las variantes de esta frase de veinte glifos, con glifos omitidos o agregados, se encuentran doce veces, en ocho de los trece textos que Pozdniakov numeró: líneas Ab4, Cr2–3, Cv2, Cv12, Ev3, Ev6, Gr2–3, Hv12, Kr3, Ra6, Rb6, y Sa1. Entre otras cosas, tales oraciones han establecido o confirmado el orden de lectura de algunas de las tablillas.
Estas secuencias compartidas comienzan y terminan con un conjunto de pictogramas notablemente restringido. Por ejemplo, muchos comienzan o terminan, o ambos, con el glifo 62 (un brazo que termina en un círculo: ) o con una ligadura en la que el glifo 62 sustituye al brazo o ala de una figura (véase la imagen de la ligadura en Kudrjavtsev y otros).
En contraaste con estas frases, Pozdniakov pudo determinar que algunos glifos ocurren en variación libre aparente, tanto de forma aislada como o componentes de ligaduras. Por lo tanto, propuso que las dos formas de la mano, 6  (tres dedos y un pulgar) y 64  (una mano bifurcada de cuatro dedos), son variantes gráficas de un solo glifo, que también se adhiere o reemplaza a los brazos de otros glifos:

Alografías : Las alografías de la 'mano' (izquierda), más algunas de los cincuenta pares de ligaduras alográficas de la 'mano' a las que Barthel había asignado códigos de caracteres distintos.
El hecho de que las dos manos parezcan sustituirse entre sí en todos estos pares de glifos cuando se comparan las frases repetidas da credibilidad a su identidad. De manera similar, Pozdniakov propuso que las cabezas con «bocas abiertas», como en el glifo 380 , son variantes de las cabezas de los pájaros, que es lo que permite ver la totalidad de las series 300 y 400 del inventario de Barthel como ligaduras o variantes de la serie 600.
A pesar de encontrar que algunas de las formas que Barthel había asumido eran alogramas, parecían ser glifos independientes, como las dos orientaciones de su glifo 27, , la combinación global de alogramas y ligaduras redujo en gran medida el tamaño del inventario de 600 glifos publicado por Barthel.  Al recodificar los textos con estos hallazgos y luego volver a compararlos, Pozdniakov pudo detectar el doble de frases compartidas, lo que le permitió consolidar aún más el inventario de glifos. En 2007, él y su padre, un pionero de la informática rusa, habían llegado a la conclusión de que 52 glifos representaban el 99,7% del corpus. De esto dedujo que el rongorongo es esencialmente un silabario, aunque mezclado con elementos no silábicos, posiblemente determinantes o semagramas para palabras comunes (ver abajo). Sin embargo, el análisis de los datos no se ha publicado.
| |    |     |     |     |     |     |     |     |     |     |     |     |
| 01 | 02 | 03  | 04  | 05  | 06  | 07  | 08  | 09  | 10  | 14  | 15  | 16  |
| |    |     |     |     |     |     |     |     |     |     |     |     |
| 22 | 25 | 27a | 28  | 34  | 38  | 41  | 44  | 46  | 47  | 50  | 52  | 53  |
| |    |     |     |     |     |     |     |     |     |     |     |     |
| 59 | 60 | 61  | 62  | 63  | 66  | 67  | 69  | 70  | 71  | 74  | 76  | 91  |
| |    |     |     |     |     |     |     |     |     |     |     |     |
| 95 | 99 | 200 | 240 | 280 | 380 | 400 | 530 | 660 | 700 | 720 | 730 | 901 |
| Glifo 901 fue propuesto por primera vez por Pozdniakov[74] La variante invertida 27b en el glifo de Barthel 27 () parece ser un glifo distinto. Aunque 99 parece una ligadura de 95 y 14 , estadísticamente se comporta como un glifo separado, similar a cómo el latín "Q" y "R" no se comportan como ligaduras de "O" y "P" con una línea adicional, sino como letras separadas[75] |    |     |     |     |     |     |     |     |     |     |     |     |
La naturaleza repetitiva compartida de la redacción de los textos, aparte de Gv' y I, sugiere a Pozdniakov que no son textos integrales, y que no pueden contener los elementos variados que cabría esperar para textos históricos o mitológicos. En la siguiente tabla de caracteres del inventario de Pozdniakov & Pozdniakov, ordenados por frecuencia descendente, las dos primeras filas de 26 caracteres representan el 86% de todo el corpus.
|  |  |  |  |  |  |  |  |  |  |  |  |  |
|  |  |  |  |  |  |  |  |  |  |  |  |  |
|  |  |  |  |  |  |  |  |  |  |  |  |  |
|  |  |  |  |  |  |  |  |  |  |  |  |  |

### Evidencia estadística
Con un inventario rigurosamente establecido, Pozdniakov pudo probar sus ideas sobre la naturaleza de la escritura. Tabuló las distribuciones de frecuencia de los glifos en diez textos  —excluyendo la divergencia del Bastón de Santiago — y encontró que coincidían con la distribución de sílabas en diez textos arcaicos de Rapanui tales como la recitación de Apai, con desviaciones casi idénticas de un ideal Zipfian. Tomó esto como evidencia tanto de que el rongorongo es esencialmente silábico como de su coherencia con la lengua rapanui. Por ejemplo, el glifo más común, 6, y la sílaba más común, /a/, constituyen el 10% de sus corpus; las sílabas te y he, que Butinov y Knorozov encontraron tan problemáticas, podrían estar asociadas con cualquier número de glifos rongorongo comunes, entre el 5,7% y el 3,5%. Además, los números de glifos enlazados o fusionados coinciden estrechamente con los números de sílabas de las palabras rapanui, tanto en los textos en general como en sus respectivos léxicos, lo que sugiere que cada combinación de glifos representa una palabra:
| Sílabas por palabra; Glifos por ligadura | Textos completos | Textos completos | Lexicón     | Lexicón    |
| Sílabas por palabra; Glifos por ligadura | Rapanui          | Rongorongo       | Rapanui     | Rongorongo |
| ---------------------------------------- | ---------------- | ---------------- | ----------- | ---------- |
| Sílabas por palabra; Glifos por ligadura | (n = 6847)       | (n = 6779)       | (n = 1047)  | (n = 1461) |
| uno                                      | 42%              | 45%              | 3.7%        | 3.5%       |
| dos                                      | 36%              | 32%              | 40%         | 35%        |
| tres                                     | 15%              | 18%              | 33%         | 41%        |
| cuatro o más                             | 7.1%             | 5.2%             | 23%         | 21%        |
| (promedio)                               | 1.9 sílabas      | 1.9 glifos       | 2.8 sílabas | 2.8 glifos |
En ambos corpus había muchos más monosílabos/glifos individuales en el texto que en el léxico. Es decir, en ambos casos un número relativamente pequeño de tales formas son muy frecuentes, lo que sugiere que el rongorongo es compatible con el rapanui, que tiene un pequeño número de partículas gramaticales monosilábicas muy frecuentes. Rongorongo y Rapanui son también casi idénticos en la proporción de sílabas/glifos que se encuentran aislados y en la posición inicial, media y final dentro de una palabra o ligadura.
Sin embargo, mientras que tales pruebas estadísticas demuestran que el rongorongo es «consistente» con una escritura Rapanui silábica, las sílabas no son lo único que puede producir este resultado. En los textos de Rapanui, unas dos docenas de palabras polisilábicas comunes, ariki, ingoa, y rua, tienen la misma frecuencia que una veintena de sílabas, mientras que otras sílabas como /tu/ son menos frecuentes que estas palabras.
Esta sospecha de que el rongorongo puede no ser totalmente silábico se apoya en los patrones de posición dentro de los textos. Las distribuciones de las sílabas de Rapanui dentro de las palabras polisilábicas y de los glifos de rongorongo dentro de las ligaduras son muy similares, fortaleciendo la conexión silábica. Sin embargo, las palabras monosilábicas y los glifos aislados se comportan de manera muy diferente; aquí el rongorongo no considera todo el silábico. Por ejemplo, todos los glifos excepto el 901  se atestiguan de forma aislada, mientras que únicamente la mitad de las 55 sílabas de Rapanui se presentan como palabras monosilábicas.  Además, entre las sílabas que se dan de forma aislada, su ritmo es mucho menor que el de los glifos: Únicamente tres sílabas, /te/, /he/ y /ki/, aparecen más de la mitad de las veces aisladas (como partículas gramaticales), mientras que una veintena de glifos se encuentran más comúnmente aislados que no. El análisis contextual puede ayudar a explicar esto: Mientras que los monosílabos de Rapanui son partículas gramaticales y generalmente preceden a los sustantivos y verbos polisílabos, de modo que los monosílabos raramente ocurren juntos, los glifos aislados de rongorongo se encuentran «usualmente» juntos, lo que sugiere una función muy diferente. Pozdniakov hipotetiza que la diferencia puede deberse a la presencia de determinantes, o que los glifos tienen funciones duales, como fonogramas en combinación pero como logogramas en aislamiento, paralelos a la escritura maya. Por otra parte, ningún glifo se acerca a la frecuencia, cuando está aislado, de los artículos tey he o la preposición ki en texto corrido. Puede ser que estas partículas simplemente no fueron escritas, pero Pozdniakov sospecha que fueron escritas junto con la siguiente palabra, como es el caso de las preposiciones y artículos en Latín clásico] y árabe.
Los patrones de repetición complican aún más este cuadro. Hay dos tipos de repetición en las palabras rapanui: las sílabas dobles dentro de las palabras, como en mamari, y la reduplicación gramatical de las disílabas, como se ve en el rongorongo. En el léxico de Rapanui, las sílabas dobles como en mamari son 50% más probables de lo que el azar puede explicar. Sin embargo, en los textos de rongorongo, los glifos AA dobles análogos son únicamente un 8% más probables que el azar. De igual manera, en el léxico de Rapanui, las disílabas reduplicadas como el rongorongo son siete veces más comunes que el azar, constituyendo una cuarta parte del vocabulario, mientras que en los textos de rongorongo, las secuencias de ABAB forman el doble de probables que el azar, y el 10% del vocabulario. Si el rongorongo es un guion fonético, por lo tanto, es necesario explicar esta discrepancia. Pozdniakov sugiere que tal vez hubo un glifo «reduplicador», o que las modificaciones de los glifos, tales como mirar las cabezas a la izquierda en vez de a la derecha, podrían haber indicado repetición.

### Valores sonoros
Los resultados del análisis estadístico se verán fuertemente afectados por cualquier error en la identificación del inventario de glifos, así como por la divergencia de una representación puramente silábica, como un glifo para la reduplicación. También hay grandes diferencias en la frecuencia de las sílabas individuales entre los textos de Rapanui, lo que hace que cualquier identificación directa sea problemática. Mientras que Pozdniakov no ha sido capaz de asignar ningún valor fonético con certeza, los resultados estadísticos imponen restricciones sobre qué valores son posibles.
Una posibilidad para un logograma de la palabra más común en Rapanui, el artículo te,  es el glifo más común, 200 , que no tiene el mismo patrón que un fonograma. El glifo "200" se encuentra principalmente en la posición inicial y es más frecuente en texto corrido que cualquier sílaba en el léxico de Rapanui, ambas características del artículo. Una posibilidad para un glifo reduplicador es 3 , que también es muy común y no tiene el mismo patrón que un fonograma, sino que ocurre predominantemente en la posición final.
Debido a que una palabra o frase repetida, como el omnipresente «ki 'ai ki roto»  en la recitación de «Atua Matariri», sesgará las estadísticas de ese texto, las frecuencias fonéticas se comparan mejor usando listas de palabras —considerando cada palabra individualmente— en lugar de los textos completos. Pozdniakov utilizó algunas correlaciones básicas entre Rapanui y rongorongo para ayudar a reducir los posibles valores fonéticos de los glifos. Por ejemplo, las frecuencias relativas de los glifos rongorongo en posición inicial, medial y final en una ligadura limitan presumiblemente sus posibles valores sonoros a sílabas con distribuciones similares dentro del léxico. Las sílabas que comienzan con ng, por ejemplo, son más comunes al final de las palabras que en la posición inicial. Las frecuencias generales, y los patrones de duplicación y reduplicación, por otro lado, parecen asociar los glifos de los brazos específicamente con las sílabas vocales:
- Frecuencia general. Las sílabas sin consonante (sílabas vocales) son más comunes en Rapanui que las sílabas que comienzan con cualquiera de las diez consonantes. De las vocales, /a/ es más del doble de frecuente que cualquiera de las otras. Así, las sílabas que componen más del 3% del léxico de Rapanui son /i/, /e/, /a/, /o/, /u/; /ta/, /ra/, /ka/, /na/, /ma/; y /ri/. —Las tres más comunes, de las sílabas vocales /a/, /i/, /u/, comprenden un cuarto del corpus completo. — Los glifos que componen más del 3% del corpus rongorongo están en orden, 200 , 6  o , 10 , 3 , 62 , 400 , 61 . Como ya se ha dicho, 200 y 3 no forman un patrón como fonogramas. De los cinco restantes, cuatro son miembros, brazos o alas.[91]

- Reduplicación. En la reduplicación gramatical, las vocales son también las sílabas más comunes; también lo son los glifos 6 , 10 , 61 , 62 , 901 , todas las extremidades.[92]
- Dobles. Sin embargo, entre las sílabas dobles, las sílabas vocales son mucho menos comunes. Cuatro sílabas, /i/, /a/, /u/, /ma/, son comúnmente menos duplicadas de lo que la casualidad dictaría. Tres glifos son menos comunes cuando se duplican que cuando se usan por casualidad: 6 , 10 , y 63 , dos de sus miembros.[87]

| Más frecuentes   | glyph 6 | glyph 10 | glyph 62 | glyph 400 | glyph 61  |
| Más reduplicadas | glyph 6 | glyph 10 | glyph 61 | glyph 62  | glyph 901 |
| Menos duplicadas | glyph 6 | glyph 10 | glyph 63 |           |           |
| ¿Valor sonoro?   | /a/?    | /i/?     |          |           |           |
Las frecuencias excepcionalmente altas de los glifos 6  y de la sílaba /a/, en todas partes, excepto cuando se duplica, sugieren que el glifo 6 puede tener el valor de sonido /a/. Pozdniakov propone, con menos confianza, que el segundo glifo más extremo, 10 , puede tener el valor de sonido /i/.

### Crítica
Como Pozdniakov admite fácilmente, su análisis es muy sensible a la exactitud del inventario de glifos, ya que no ha publicado los detalles de cómo estableció este inventario, por lo que no es posible que otros verifiquen su trabajo.
A partir de 2008, ha habido poca respuesta al enfoque de Pozdniakov. Sin embargo, Sproat (2007) cree que los resultados de las distribuciones de frecuencias no son más que un efecto de la Ley de Zipf, y que además ni el rongorongo ni los textos antiguos son representativos de la lengua rapanui, por lo que es poco probable que una comparación entre ellos sea esclarecedora.

## Corpus de las tablillas
Veintiséis objetos de madera que llevan las inscripciones rongorongo se recogieron en la segunda mitad del siglo XIX y ahora se conservan en museos y colecciones privadas. La mayoría de ellas son tablillas, pero también hay un bastón de cacique, una estatuilla de hombre-pájaro tangata y dos reimiro (adorno pectoral). La tradición epigráfica los designa ya sea por una letra mayúscula o por un nombre descriptivo.
| Código de Barthel | Código de Fischer | Nombre                                     | Cara A | Cara B) | Ubicación               | Detalles |
| ----------------- | ----------------- | ------------------------------------------ | ------ | ------- | ----------------------- | --- |
| A                 | RR1               | Tablilla A Tahua                           |        |         | Roma                    | Grabado sobre una rama americana o europea.                                                                                     |
| A                 | RR1               | Tablilla A Tahua                           |        |         | Roma                    | Grabado sobre una rama americana o europea.                                                                                     |
| B                 | RR4               | Tablilla B Aruku Kurenga                   |        |         | Roma                    | |
| C                 | RR2               | Tablilla C Mamari                          |        |         | Roma                    | Contiene informaciones de calendario.                                                                                           |
| D                 | RR3               | Tablilla D Echancrée                       |        |         | Papeete                 | Tablilla ofrecida al obispo Jaussen como una bobina o carrete para la donación de cabello. Ambos lados son de manos diferentes. |
| E                 | RR6               | Tablilla E Keiti                           |        |         | Lovaina                 | Destruida en un incendio durante la Primera Guerra Mundial. Existe una copia..                                                  |
| F                 | RR7               | Tablilla F Chauvet                         |        |         | Nueva York              | Un fragmento más o menos ejecutado.                                                                                             |
| G                 | RR8               | Tablilla G Pequeña Santiago                |        |         | Santiago de Chile       | |
| H                 | RR9               | Tablilla H Gran Santiago                   |        |         | Santiago de Chile       | |
| I                 | RR10              | Tablilla I Bastón de Santiago              |        |         | Santiago de Chile       | Un bastón de cacique. |
| J                 | RR20              | Tablilla J Reimiro 1                       |        |         | Museo Británico,Londres | Ornamento pectoral decorado con 2 glifos. Probablemente viejo                                                                   |
| K                 | RR19              | Tablilla K Londres                         |        |         | Museo Británico,Londres | La mitad duplicada pero no copiada de Gr. Muy ejecutado.                                                                        |
| L                 | RR21              | Tablilla L Reimiro 2                       |        |         | Museo Británico,Londres | Ornamento pectoral decorado con una línea de glifos. Probablemente viejo                                                        |
| M                 | RR24              | Tablette M Grande Vienne                   |        | NA      | Viena                   | La cara B está perdida.En mal estado; una vieja transcripción ha conservado la mayor parte del texto.                           |
| N                 | RR23              | Tablette N Pequeña Viena                   |        |         | Viena                   | Grabado complejo. |
| O                 | RR22              | Tablilla O Boomerang                       |        | NA      | Berlín                  | En mal estado. Ninguno de los glifos del lado B puede ser identificado                                                          |
| P                 | RR18              | Tablilla P Gran San Petersburgo            |        |         | San Petersburgo         | |
| Q                 | RR17              | Tablilla Q Pequeña San Petersburgo         |        |         | San Petersburgo         | |
| R                 | RR15              | Tablilla R Small Washington                |        |         | Washington              | |
| S                 | RR16              | Tablilla S Larga Washington                |        |         | Washington              | |
| T                 | RR11              | Tablilla T Honolulu 1                      |        | NA      | Honolulu                | Solo un lado conocido.En mal estado.                                                                                            |
| U                 | RR12              | Tablilla U Honolulu 2                      |        | NA      | Honolulu                | En mal estado. |
| V                 | RR13              | Tablilla V Honolulu 3                      |        | NA      | Honolulu                | En mal estado.. |
| W                 | RR14              | Tablilla W Honolulu 4                      | NA     | NA      | Honolulu                | Solo un lado conocido.Fragmento.                                                                                                |
| X                 | RR25              | Tablilla X Tangata Manu (New York birdman) |        |         | Nueva York              | Un hombre-pájaro decorado con glifos.                                                                                           |
| Y                 | RR5               | Tablilla Y Parós Snuff Box                 |        |         | París                   | Objeto formado por tres piezas de tableta. Glifos en las caras exteriores de la caja.                                           |
| Z                 | T4                | Tablette Z Poike                           |        | NA      | Santiago de Chile       | Fragmento. Fischer lo considera una pieza para turistas.                                                                        |